# Середній Торешкюбар
Середній Торе́шкюба́р (рос. Средний Торешкюбар, марій. Изи Торешкӱвар) — присілок у складі Сернурського району Марій Ел, Росія. Входить до складу Верхньокугенерського сільського поселення.

## Населення
Населення — 180 осіб (2010; 163 у 2002).
Національний склад (станом на 2002 рік):
- марі — 96 %